# Vistoft Sogn
Vistoft Sogn er et sogn i Syddjurs Provsti (Århus Stift).
Vistoft Sogn hørte til Mols Herred i Randers Amt. Vistoft sognekommune blev ved kommunalreformen i 1970 indlemmet i Ebeltoft Kommune, som ved strukturreformen i 2007 indgik i Syddjurs Kommune.
I Vistoft Sogn ligger Vistoft Kirke.
I sognet findes følgende autoriserede stednavne:
- Begtrup (bebyggelse, ejerlav)
- Begtrup Vig (bebyggelse)
- Bogens (bebyggelse, ejerlav)
- Bogens Hoved (areal)
- Bogens Strand (bebyggelse)
- Bogens Sø (vandareal)
- Elbjerg (areal)
- Fuglsø (bebyggelse, ejerlav)
- Klokkerholm (bebyggelse)
- Legerholm (bebyggelse)
- Mols Bjerge (areal)
- Rønnen (areal)
- Strands (bebyggelse, ejerlav)
- Toggerbo (bebyggelse)
- Trehøje (areal)
- Viderup (bebyggelse, ejerlav)
- Vistoft (bebyggelse, ejerlav)